# Seznam představitelů Rumunska

Velký státní znak Rumunského království (1921-1947)

Seznam představitelů Rumunska obsahuje přehled vrcholných představitelů rumunského státu, tzn. historicky Spojených rumunských knížectví, Rumunského království, Rumunské socialistické republiky a současného Rumunska.

## Vládci Spojených knížectví Valašska a Moldávie (1859–1881)

### Nedynastičtí
- Alexandr Jan Cuza: 1859 – 1866 – 1. vládce Spojených knížectví, byl svržen.
- Poručnická rada: 1866 – 1866 – Lascăr Catargiu, gen. Nicolae Golescu, plk. Nicolae Haralambie

### DynastieHohenzollern-Sigmaringen
- Karel I.: 1866 – 1881 – v roce 1881 se stal rumunským králem.

## Rumunští králové (1881–1947)

### DynastieHohenzollern-Sigmaringen
- Karel I.: 1881 – 1914
- Ferdinand I.: 1914 – 1927
- Michal I.: 1927 – 1930 – první vláda
- Karel II.: 1930 – 1940
- Michal I.: 1940 – 1947 – druhá vláda, abdikoval během komunistického převratu.

## Prezidenti socialistického Rumunska (1947–1989)
- Constantin Ion Parhon: 1947 – 1952
- Petru Groza: 1952 – 1958
- Ion Gheorghe Maurer: 1958 – 1961
- Gheorghe Gheorghiu-Dej: 1961 – 1965
- Chivu Stoica: 1965 – 1967
- Nicolae Ceaușescu: 1967 – 1989

## Prezidenti Rumunska (od 1989)
- Ion Iliescu: 1989 – 1996
- Emil Constantinescu: 1996 – 2000
- Ion Iliescu: 2000 – 2004
- Traian Băsescu: 2004 – 2014
- Klaus Iohannis: od roku 2014

Prezident Rumunska je hlavou státu Rumunsko. Od roku 2004 je volen na pětileté období (Rumunská ústava byla změněna v roce 2003) a může být zvolen maximálně na dvě po sobě následující období. Bývalý prezident Ion Iliescu byl ve funkci po tři volební období.
Prezident nesmí během výkonu úřadu být členem žádné politické strany.